# Distribució de Lewandowski-Kurowicka-Joe
En la teoria de la probabilitat i l'estadística bayesiana, la distribució de Lewandowski-Kurowicka-Joe, sovint anomenada distribució LKJ, és una distribució de probabilitat sobre matrius simètriques definides positives amb diagonals unitats. S'utilitza habitualment com a previ per a la matriu de correlació en el modelatge bayesià jeràrquic. El modelatge bayesià jeràrquic sovint intenta fer una inferència sobre l'estructura de covariància de les dades, que es pot descompondre en un vector d'escala i una matriu de correlació. En lloc de la a priori a la matriu de covariància, com ara la distribució de Wishart inversa, la distribució LKJ pot servir com a a priori a la matriu de correlació juntament amb alguna distribució prèvia adequada al vector d'escala.
La distribució es va introduir per primera vegada en un context més general i és un exemple de la còpula de la vinya, un enfocament a les distribucions de probabilitat d'alta dimensió restringides. S'ha implementat com a part del llenguatge de programació probabilista Stan i com a biblioteca enllaçada a la biblioteca de programació probabilística Turing.jl a Julia.
La distribució té un únic paràmetre de forma {\displaystyle \eta } i la funció de densitat de probabilitat per a la matriu {\displaystyle d\times d} {\displaystyle \mathbf {R} } és
{\displaystyle p(\mathbf {R} ;\eta )=C\times [\det(\mathbf {R} )]^{\eta -1}}
amb constant de normalització
{\displaystyle C=2^{\sum _{k=1}^{d}(2\eta -2+d-k)(d-k)}\prod _{k=1}^{d-1}\left[B\left(\eta +(d-k-1)/2,\eta +(d-k-1)/2\right)\right]^{d-k}}, una expressió complicada que inclou un producte sobre funcions beta. Per {\displaystyle \eta =1}, la distribució és uniforme sobre l'espai de totes les matrius de correlació; és a dir, l'espai de matrius definides positives amb diagonal unitat.